# استیگ هنریک هوف
استیگ هنریک هوف (انگلیسی: Stig Henrik Hoff؛ زادهٔ ۴ فوریهٔ ۱۹۶۵) بازیگر اهل نروژ است.
از فیلم‌ها یا برنامه‌های تلویزیونی که وی در آن نقش داشته است، می‌توان به فریادی در جنگل، درون سپیدی، موجود و به ترتیب خروج از صحنه اشاره کرد.